# Erigorgus cerinops
Erigorgus cerinops là một loài tò vò trong họ Ichneumonidae.